# Даніель Бем
Даніель Бем (нім. Daniel Böhm нар. 16 червня 1986 , Клаусталь-Целлерфельд, Німеччина) — німецький біатлоніст, чемпіон світу з біатлону, срібний призер Олімпійських ігор в Сочі в естафеті, чемпіон світу з біатлону серед юніорів, чемпіон Європи з біатлону, переможець та призер етапів кубка світу з біатлону.

## Виступи на чемпіонатах світу
| Рік  | Місце проведення | Інд | Спр | Пр | МС | Ест | ЗМ |
| 2011 | Ханти-Мансійськ  | 29  |     |    |    |     |    |

## Кар'єра в Кубку світу
Першим роком Даніеля в біатлоні був 1999 рік, а починаючи з 2006 року він почав виступати за національну збірну Німеччини з біатлону.
- Дебют в кубку світу — 10 січня 2009 року в спринті у Обергофі — 29 місце.
- Перше попадання в залікову зону — 10 січня 2009 року в спринті у Обергофі — 29 місце.
- Перший  подіум — 11 березня 2009 року в індивідуальній гонці в Ванкувері — 2 місце.
- Перша перемога — 23 січня 2011 року в естафеті в Антгольці.

За три роки виступів на етапах кубка світу Даніель 4 рази підіймався на подіум, в тому числі 2 рази на найвищу сходинку. 3 із 4 подіумів він здобув у складі естафетних збірних. Починаючи з 2009 року Бем стабільно потрапляє до загального заліку біатлоністів, досягши найвищого результату у  сезоні 2010/2011 — 40 місце.

## Загальний залік в Кубку світу
- 2008-2009 — 59-е місце (94 очки)
- 2009-2010 — 81-е місце (29 очок)
- 2010-2011 — 40-е місце (200 очок)
- 2011-2012 — 53-е місце (102 очки)
- 2012-2013 — 61-е місце (73 очки)

## Статистика стрільби
| № п/п | Сезон     | Загальна        | Індивідуальна гонка | Спринт        | Гонка переслідування | Мас-старт     | Естафета      |
| ----- | --------- | --------------- | ------------------- | ------------- | -------------------- | ------------- | ------------- |
| 1     | 2008-2009 | 84,9% (79/93)   | 95,0% (19/20)       | 85,0% (34/40) | 80,0% (16/20)        | 0,0%(0/0)     | 76,9% (10/13) |
| 2     | 2009-2010 | 68,4% (52/76)   | 0,0%(0/0)           | 75,0% (30/40) | 65,0% (13/20)        | 0,0%(0/0)     | 56,3% (9/16)  |
| 3     | 2010-2011 | 84,7% (188/222) | 83,3% (50/60)       | 84,0% (42/50) | 83,8% (67/80)        | 95,0% (19/20) | 83,3% (10/12) |
| 4     | 2011-2012 | 78,2% (104/133) | 85,0%(17/20)        | 72,5% (29/40) | 80,0% (48/60)        | 0,0%(0/0)     | 76,9% (10/13) |
| 5     | 2012-2013 | 91,3% (73/80)   | 0,0% (0/0)          | 99,9% (20/20) | 90,0% (36/40)        | 85,0% (17/20) | 0,0% (0/0)    |